# Ascosparassis shimizuensis
Ascosparassis shimizuensis är en svampart som beskrevs av Kobayasi 1960. Ascosparassis shimizuensis ingår i släktet Ascosparassis och familjen Pyronemataceae.   Inga underarter finns listade i Catalogue of Life.